# Solpugella asiatica
Solpugella asiatica är en spindeldjursart som beskrevs av Roewer 1933. Solpugella asiatica ingår i släktet Solpugella och familjen Solpugidae. Inga underarter finns listade i Catalogue of Life.